# Srećanje
Srećanje (cyr. Срећање) – wieś w Czarnogórze, w gminie Pljevlja. W 2011 roku liczyła 13 mieszkańców.